# Dicranomyia (Dicranomyia) inanis
Dicranomyia (Dicranomyia) inanis is een tweevleugelige uit de familie steltmuggen (Limoniidae). De soort komt voor in het Australaziatisch gebied.